# 厢式货车

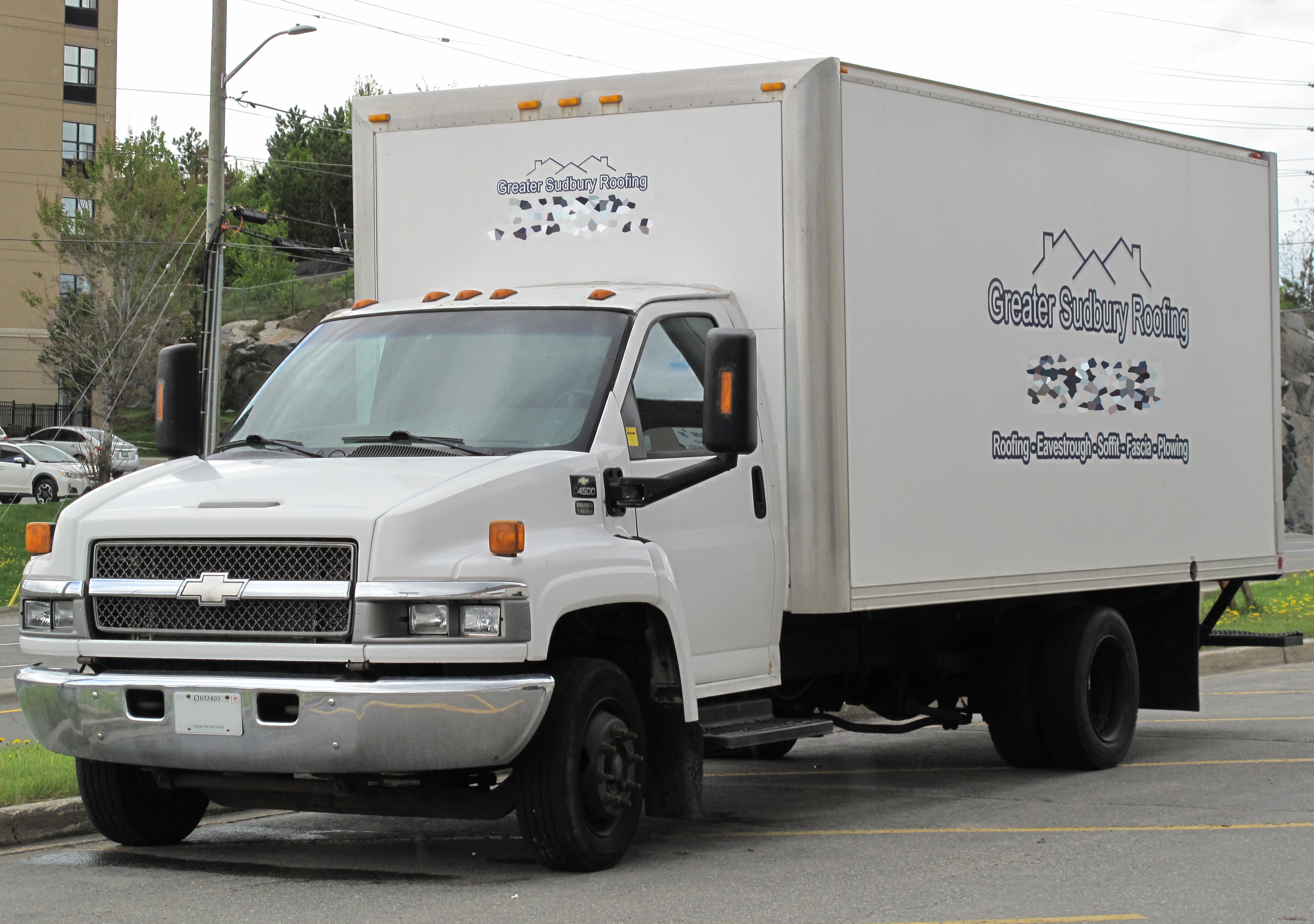
美式厢式货车雪佛兰Kodiak

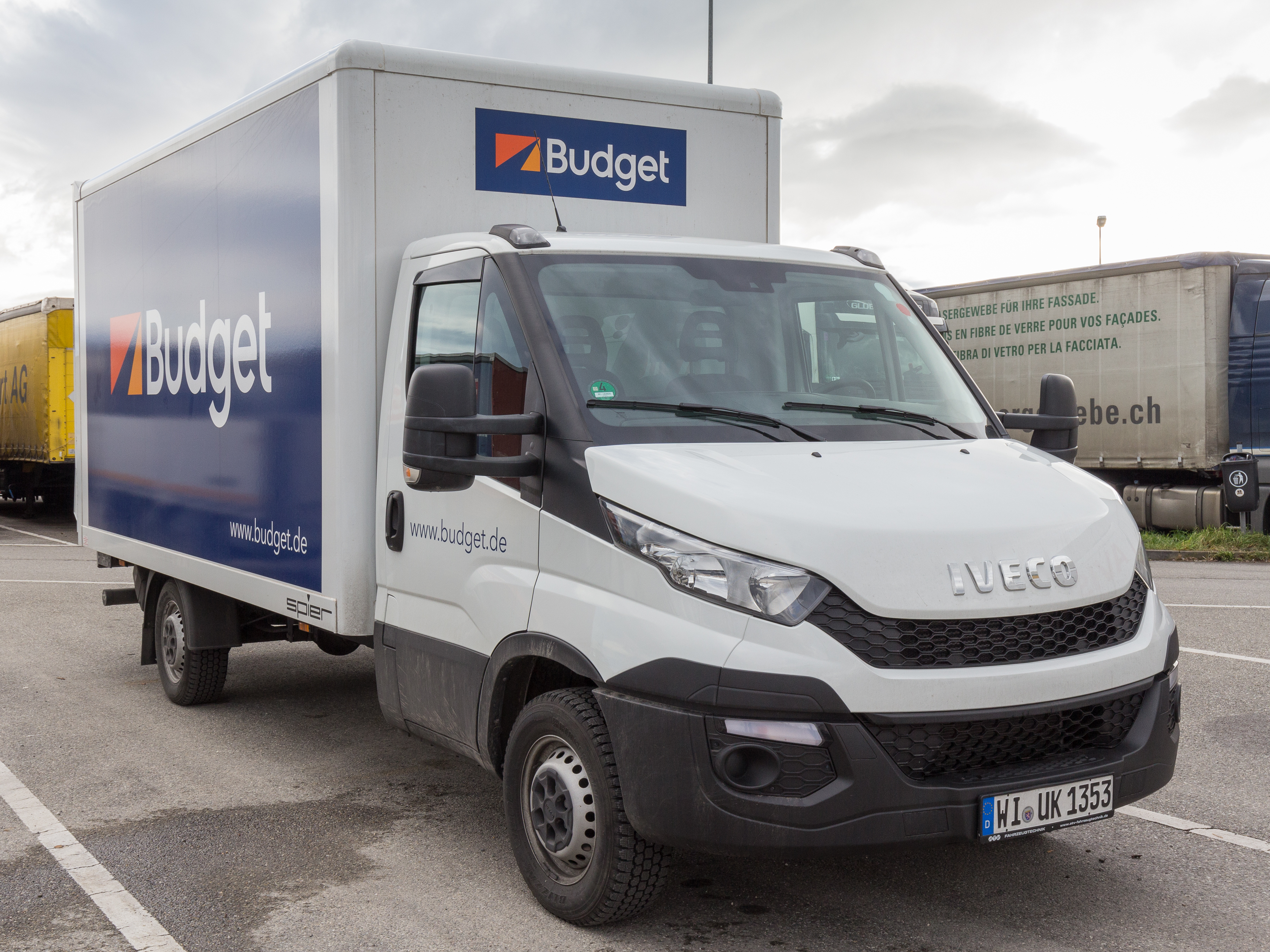
歐式厢式货车歐霸Daily

厢式货车是一種具有封闭长方体的卡车。长方体內的区域用來擺放要運輸的貨物，稱之為载货区 。在大多数厢式货车上，駕駛室与载货区是分开的，然而一些厢式货车的駕駛室和载货区之间隔著一扇门，駕駛員可以通過這扇門來到載貨區。 
厢式货车和廂型車的区别在于廂型車是一種一体式的車輛，而厢式货车與之不同。從構造上來說，人們只要在帶有駕駛室的汽車底盤上放上一个货箱，此時這種車輛就可以被叫做厢式货车。 